# Michael Peters
Œuvres principales
- Beat It
- Dreamgirls
- Thriller
- Trois places pour le 26

Michael Peters, né Michael Douglas Peters le 6 août 1948 et mort le 21 août 1994, est un chorégraphe et danseur américain.

## Biographie
Michael Peters est né dans le quartier de Williamsburg de Brooklyn, à New York, d’un père afro-américain et d’une mère pratiquant la religion juive. Il se fit remarquer pour la première fois avec la réalisation de la chorégraphie de Love to Love You Baby pour Donna Summer en 1975. Il a continué à mettre en place d’autres séquences de danses mémorables pour des clips, comme Love Is a Battlefield de Pat Benatar, dans lequel il fait une brève apparition, ou comme Hello de Lionel Richie, dans lequel il fait une courte apparition en tant que professeur de danse d’une jeune fille aveugle dont Lionel Richie est amoureux.
Peters a dansé avec Talley Beatty (en), Alvin Ailey, Bernice Johnson, et Fred Benjamin, et travaillé avec Michael Bennett. Bennett et Peters ont partagé en 1982 un Tony Award de la Meilleure Chorégraphie pour leur travail sur la comédie musicale Dreamgirls.
Il est surtout connu pour son travail sur les chorégraphies des clips de Michael Jackson. Particulièrement pour Thriller, réalisé par John Landis, et Beat It, réalisé par Bob Giraldi, qui rappelle plus ou moins West Side Story. Dans ce dernier, Peters est alors un des deux chefs de bandes qui se préparent pour un combat de couteau, empêché à la dernière minute par Michael Jackson. Peters est tout de blanc vêtu et porte des lunettes de soleil. Peters remporte un MTV Video Music Awards de la meilleure chorégraphie en 1984 pour son travail sur Thriller. 
En 1985, il réalisa et fut responsable de la chorégraphie de la comédie musicale Leader of the Pack d'Ellie Greenwich.
Peters est mort à Los Angeles d'une maladie liée au SIDA à l'âge de 46 ans.